# Plouénan
Plouénan (bret. Plouenan) – miejscowość i gmina we Francji, w regionie Bretania, w departamencie Finistère.
Według danych na rok 1990 gminę zamieszkiwało 2356 osób, a gęstość zaludnienia wynosiła 77 osób/km² (wśród 1269 gmin Bretanii Plouénan plasuje się na 255. miejscu pod względem liczby ludności, natomiast pod względem powierzchni na miejscu 266.).